# أوستن أريس
أوستن أريس (15 أبريل 1978) مصارع أمريكي محترف ظهر لاول مره عام 2000 ولعب في عده اتحادات مثل تي ان اي ودبليو دبليو إي وسعودي برو ريسلينغ.